# Granallodiscus
Granallodiscus is een geslacht van weekdieren uit de klasse van de Gastropoda (slakken).

## Soorten
- Granallodiscus abaxoides B. A. Marshall & Barker, 2008
- Granallodiscus granum (L. Pfeiffer, 1857)
- Granallodiscus mayhillae B. A. Marshall & Barker, 2008